# Charles Draper
Pour les articles homonymes, voir Draper.
Charles Draper (né le 23 octobre 1869 à Odcombe, décédé le 21 octobre 1952 à Surbiton) est un clarinettiste classique britannique, parfois décrit comme le grand-père des clarinettistes anglais.
Charles Draper est né à Odcombe, dans le Somerset. Il est issu d'une famille de musiciens, son père et son frère ayant été respectivement violoncelliste et clarinettiste. En 1888, il a étudié avec Henry Lazarus, et il a gagné une bourse d'études au Royal College of Music où il a continué à être l'élève de Lazarus jusqu'à la retraite de ce dernier. Il a également étudié pendant un an avec Julian Egerton.
Il a créé le Concerto pour clarinette de Charles Villiers Stanford en 1903 avec l'Orchestre municipal de Bournemouth. Cette Sonate pour clarinette de Stanford est également dédiée à Draper.
Entre autres engagements, il a joué dans l'orchestre privé de la reine Victoria.
Charles Draper était également un professeur remarquable, enseignant au Royal College of Music, au Trinity College of Music et à la Guildhall School of Music and Drama, et comptant Frederick Thurston et son neveu Haydn Draper parmi ses élèves. En tant que professeur, il a exercé une profonde influence sur le style de l'école anglaise de la clarinette, un style qu'il tirait du jeu de Richard Mühlfeld, qu'il avait entendu interpréter les œuvres pour clarinette de Brahms.
Influencé par le jeu de Manual Gómez, il passe du système de clétage ordinaire (système simple) 13 clefs au système Boehm.
Son fils, Paul Beaumont Draper, était également un bassoniste accompli. Draper est décédé à Surbiton, à l'âge de 82 ans.